# Medici.tv

Medici.tv Logo

Medici.tv (Eigenschreibung: medici.tv) ist eine französische Online-Streamingplattform für Klassische Musik, 2008 von Hervé Boissière gegründet.

## Geschichte
Mit der Übertragung des Verbier Festivals 2007 ging die Plattform am 1. Mai 2008 mit 200 verfügbaren Übertragungen online.
Seit ihrer Gründung wuchs die Nutzermenge der Plattform stark, auf 1,5 Millionen Besucher im Jahre 2013.
Im Jahr 2014 war medici.tv die erste Plattform, die aus der Carnegie Hall Konzerte online übertrug.

## Übertragene Wettbewerbe (Auszug)
- Tschaikowski-Wettbewerb
- Internationaler Chopin-Wettbewerb
- Internationaler Musikwettbewerb der ARD